# Museo della collegiata di Sant'Andrea

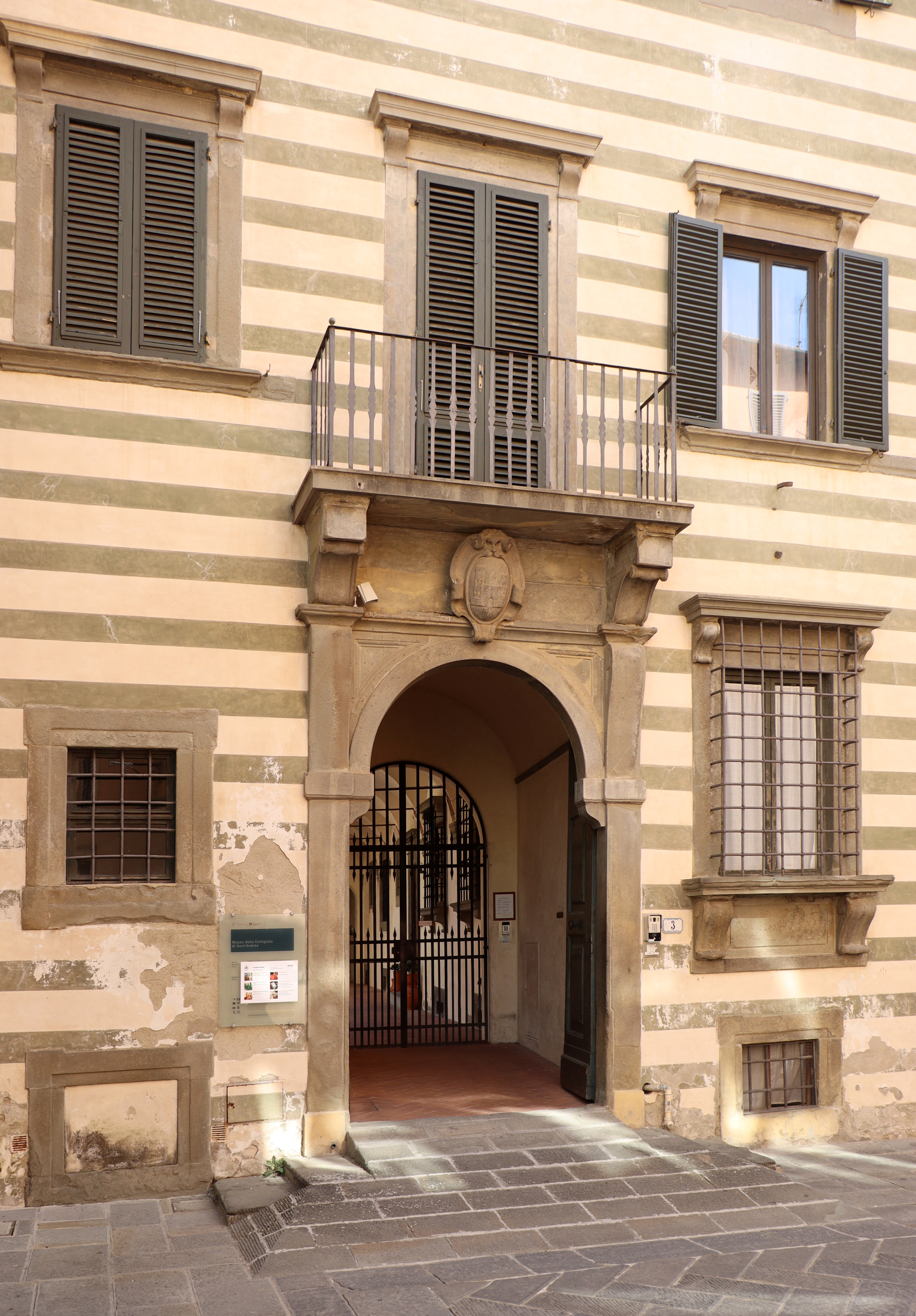
Museo della Collegiata

O Museo della Collegiata di Sant'Andrea fica em Empoli, na província de Florença. Abriga uma coleção rica e interessante, com obras de artistas como Filippo Lippi, Masolino da Panicale, Lorenzo Monaco, Francesco Botticini, Antonio Rossellino e muitos outros.

## Principais artistas cujas obras estão expostas no Museu
- Bernardo Rossellino;
- Cristo in pietà (Masolino)|Cristo in pietà de Masolino da Panicale;
- Lo Starnina
- Giovanni Pisano, Madonna col Bambino
- Mino da Fiesole, Madonna col Bambino
- Francesco di Valdambrino, Santo Stefano
- Lorenzo di Bicci, Crocifissione
- Lorenzo di Bicci, San Tommaso riceve la cintola dalla Vergine assunta'
- Ambrogio di Baldese, Madonna del latte
- Agnolo Gaddi, Madonna col Bambino tra i santi Antonio abate, Caterina, Girolamo e Giovanni Battista
- Cenni di Francesco, Santa Caterina d'Alessandria, santa Lucia ed altra santa; Sant'Onofrio, sant'Antonio e san Martino di Tours
- Mariotto di Nardo, Madonna e San Giovanni Evangelista ai piedi della croce
- Bicci di Lorenzo, Madonna in trono col Bambino e donatore; i santi Giovanni Evangelista e Leonardo
- Lorenzo Monaco, Madonna dell'Umiltà tra i santi Donnino e Giovanni Battista, Pietro e Antonio abate
- Filippo Lippi, Madonna in trono fra angeli e santi|Madonna in trono tra angeli e i santi Michele, Bartolomeo e Alberto
- Lorenzo Monaco, Madonna in trono tra i santi Giovanni Evangelista e Caterina, Giovanni Battista e Agostino
- Tabernacolo di San Sebastiano, de Francesco Botticini e Antonio Rossellino
- Francesco Botticini, Crocifisso adorato da monaci
- Francesco Botticini, Angeli musicanti
- Francesco Botticini, Annunciazione
- Francesco Botticini, Tabernacolo del Sacramento
- Jacopo del Sellaio, Adorazione del Bambino con San Giovannino
- Jacopo del Sellaio, Madonna col Bambino tra i santi Nicola e Pietro martire
- Cosimo Rosselli, Adorazione del Bambino con san Giuseppe e san Giovannino
- Andrea Della Robbia, Eterno Padre benedicente in gloria d'angeli
- Andrea Della Robbia, Cornice
- Andrea Della Robbia, Madonna col Bambino